# 安德烈·弗拉索夫
安德烈·安德烈耶维奇·弗拉索夫（拉丁化：Andrey Andreyevich Vlasov，1901年9月14日—1946年8月1日），苏联将领，中将。他作为苏军将领曾在苏德战争初期表现优异，却在被俘后选择投降德军并倒戈。这些使他成为俄国历史上一位颇有争议的人物。

## 早年
弗拉索夫生于下诺夫哥罗德一个信奉东正教的中农家庭。在他还在新城神学院读书时俄国革命爆发。1919年弗拉索夫决定退学，在简单学习了一些农学后他加入苏联红军。当时其所在部队主要在乌克兰、高加索和克里米亚半岛活动，对手是邓尼金。弗拉索夫开始当上个狙撃兵第二連隊長的职务，随后军阶开始一步步上升。
1924年7月至1925年，弗拉索夫在列宁格勒高等骑兵学校训练班深造，与朱可夫、罗科索夫斯基、巴格拉米扬和叶廖缅科等人曾是同学。1930年正式加入苏共并被选为委员。
1933年与女医生安娜·米哈伊洛芙娜结婚，两人有一子。1936年大清洗时两人离婚。值得一提的是，大清洗中大批苏军指战员被清洗，弗拉索夫尽管出身中农却未受太大影响。1938年有关他的党内鉴定中“在消灭所部中破坏分子残余的问题上做了很多工作”的记载或许说明了原因。

## 战前

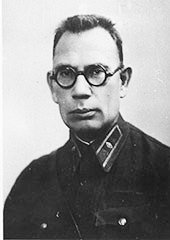
时任苏联旅级指挥员的弗拉索夫

### 在中国
1938年弗拉索夫作为军事顾问被派到中国，帮助蒋中正训练国民革命军。期间蒋中正给予其很高的评价。1939年11月为准备苏芬战争而回国。临行前蒋中正赠与很多礼物，回国后均被内务人民委员部没收。

### 战前的表现
弗拉索夫回国后先任第99步兵师师长（基辅军区）。他采取了有效措施整肃军风，使第99步兵师获得很高评价。1940年9月，铁木辛哥到基辅军区检阅部队，第99师进行了校阅演习，获得红旗奖。同年升为少将。后又任第4机械化军军长。

## 从苏军名将到被俘

### 基辅战役
德军依靠其闪击战的威力，于1941年8月兵临基辅。由于波塔波夫坦克兵少将的第5集团军被迫撤至第聂伯河一线，苏联急需新部队补缺。经推荐和反复研究，苏联西南方面军司令基尔波诺斯上将和时任前线军事委员会委员赫鲁晓夫决定以弗拉索夫担任一支临时拼凑的第37集团军司令，此时弗拉索夫刚刚从普热梅希尔退下来。
弗拉索夫上任后收容前线溃败的军士，重整第37集团军，并迅速组织起防御。8月8日德军第6集团军第29军进攻基辅，在弗拉索夫组织的抵抗下，进攻没有收获。8月中旬第37集团军击退了德军在基辅西南的攻势，守住了基辅的正面防线。但是库兹涅佐夫的第21集团军和波德拉斯的第40集团军之间出现了缺口，使德军得以从翼侧包围基辅，此外叶廖缅科的布良斯克方面军实施反突击失败，古德里安和克莱斯特的装甲集群得以长驱直入，苏军防线终于崩溃，弗拉索夫徒步逃出包围。
为表彰弗拉索夫的功绩，斯大林特令用飞机接他到莫斯科，授予其列宁勋章并任命为防卫莫斯科的第20集团军司令。

### 莫斯科保卫战
1941年11月喬爾格-漢斯·萊因哈特的第3装甲集群和赫普纳的第4装甲集群从北面突破了苏军的防线。弗拉索夫很快率第20集团军以强行军堵住了突破口。在库兹涅佐夫的第1突击集团军支援下，弗拉索夫在德米特罗夫和伊克沙湖之间发动反攻，把德军阻挡在莫斯科运河一线。12月6日开始的大反攻中，第20集团军与别洛夫指挥的近卫骑兵第1军连克德军战略要地，将德军驱至拉马河、鲁扎河一线地区，并收复了沃洛科拉姆斯克在内的许多居民地，还缴获了大量的武器装备。
1942年1月13日第20集团军率先从沃洛科拉姆斯克和沙霍夫斯卡亚方向实施突击，于1月底抵达格扎茨克东北。第20集团军与各路苏军在维亚济马合围了德国第9集团军和第4装甲集团军一部。但在胜利在望时，苏军最高统帅部却不顾朱可夫的反对，过早将第1突击集团军和罗科索夫斯基的第16集团军从莫斯科以西撤走去增援南北两翼，使第20集团军不得不加宽进攻的正面宽度，逐渐失去了锐势。试图封闭尤赫诺夫到维亚济马间的缺口的苏军伞兵和游击队又遭德第4装甲集团军的猛烈反击。2月3日被围德军打通了与外界的联系，2月5日第20集团军反被莫德尔的德第9集团军包围并很快被歼，弗拉索夫又一次逃出。
尽管莫斯科保卫战最后苏军没能完全胜利，弗拉索夫仍以战绩优异获红旗勋章、中将军衔。后弗拉索夫在防守瓦尔代地区时，由于斯大林决策失误发起全线反击，又被德军包围；但他指挥部队成功突围，得到斯大林赞赏，甚至一度被考虑出任斯大林格勒战线总指挥，后因列宁格勒方向吃紧而作罢。

### 被俘
1942年3月弗拉索夫出任沃尔霍夫方面军司令梅列茨科夫的副手，支援列宁格勒。4月代重病的克雷科夫出任第2突击集团军司令，此时第2突击集团军受德军半包围，战斗力不足，不可能“突击”，5月下旬苏军最高统帅部大本营决定让第2突击集团军突围，但为德军获悉，第2突击集团军被完全包围。
斯大林钦点华西列夫斯基到前线救援弗拉索夫，第2突击集团军一度获德军缺口而转移了大量伤员，但不久就再次被围并被歼，7月12日弗拉索夫被俘，据说当时已经瘦得走不动了。
苏联方面对于第2突击集团军的突围的记载大多称，弗拉索夫在组织突围时毫无作为，苏联甚至开始认为他失踪了。

## 倒戈和最后

### 倒戈

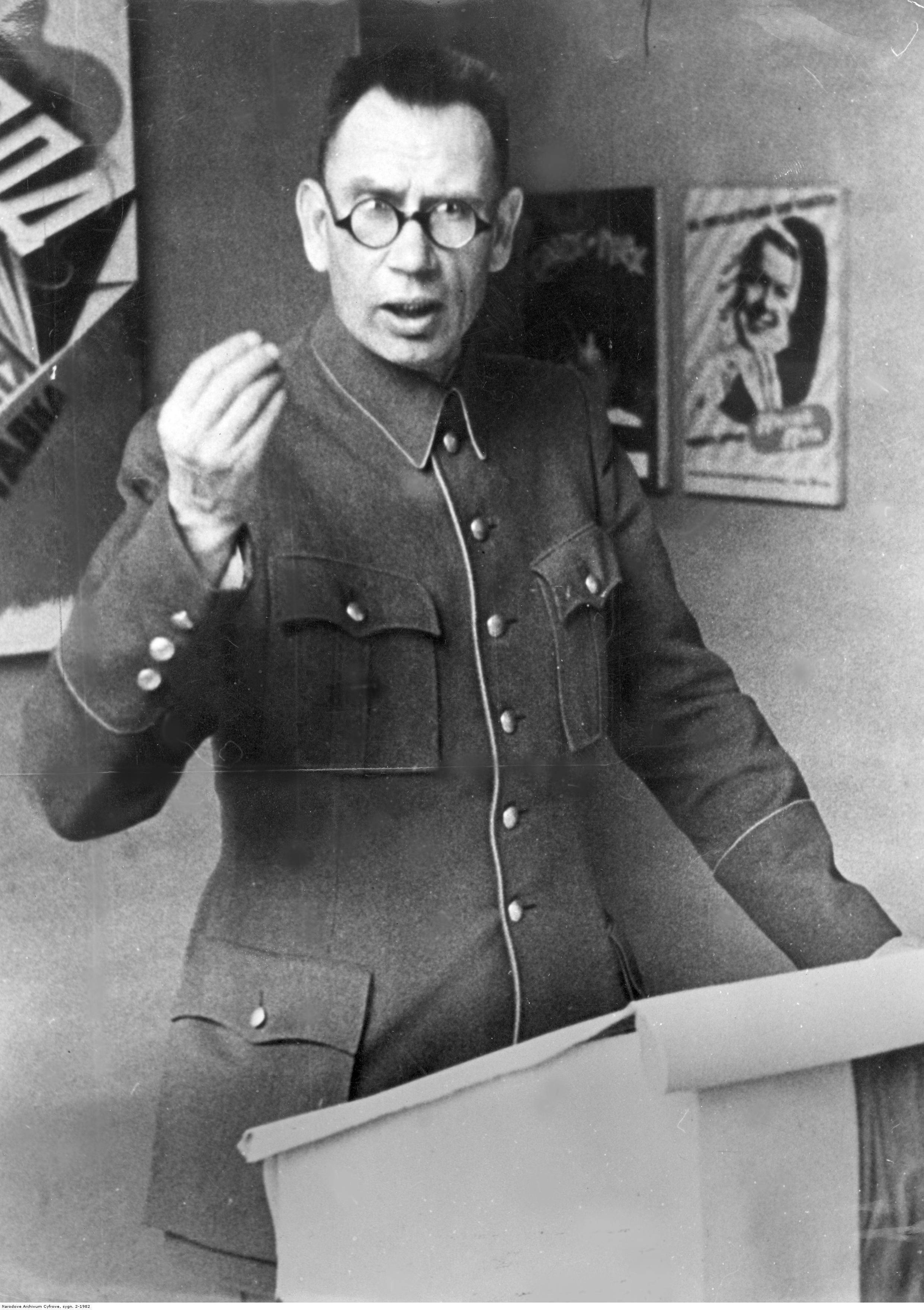
正在进行反苏演讲的弗拉索夫

弗拉索夫被俘后先是被囚禁，很快他被德国情报人员“策反”。他发表了《我为什么走上反对布尔什维克主义的道路》的公开信，成立了一个“解放俄罗斯人民委员会”，进行反共宣传，谋求建立一个“自由民主的俄罗斯”，此间他亦开始谋划日后的俄罗斯解放军，数次到苏军战俘中宣传并获得了部分支持。
尽管弗拉索夫有意合作并得到一部分德国人赞赏，希特勒和相当一部分德国军政人物却并不买账。1943年4月3日希特勒公开表示他永不考虑建立由俄国人组成的部队；希姆莱也很厌恶他；威廉·凯特尔甚至下令软禁他，原因或可归为他们仍在坚持种族主义立场，排斥斯拉夫人。
但随着战局不利，支持弗拉索夫的上层人物亦开始增加，希特勒也不得不重新考虑。

### 俄罗斯解放军

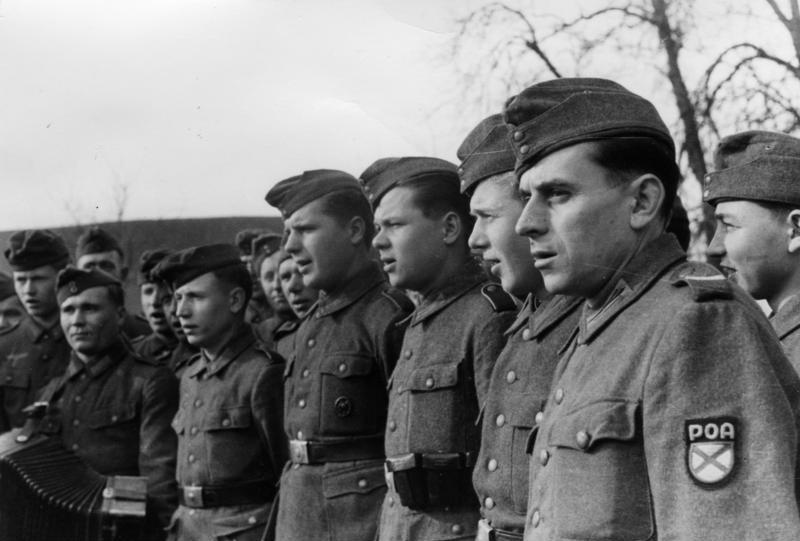
於法國北部的俄羅斯解放軍士兵，臂章РОА标识清晰可见

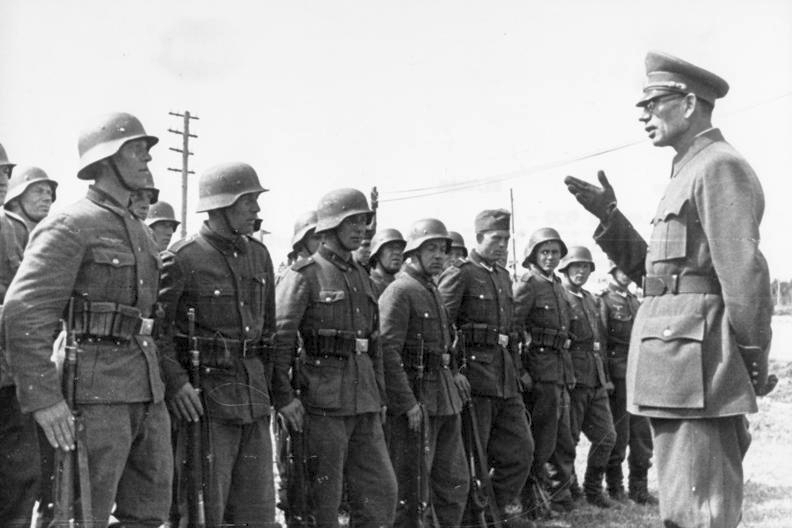
弗拉索夫（右立者）與俄羅斯解放軍

1944年下半年弗拉索夫终于获准成立了俄罗斯解放军，包括陆空两军，人数有50,000，士兵和指挥官都来自战俘和欧洲的俄国侨民，建军后各原有的反共白军都来投奔，人数达到近100,000。
1945年2月9日俄罗斯解放军第一次参与对苏实战，但不久第1师师长謝爾蓋·本亞琴科便意识到局势不可逆转，不愿再为德国效力，从奥得河前线撤下转往捷克与主力会合。德军指挥官斐迪南·舍爾納甚至亲自前往挽留，但在一番舌战之后他意识到无法留住俄罗斯解放军，悻悻而归。
弗拉索夫和下属在意识到苏军已势如破竹之后，为求战争结束后自保，与中立国瑞典和瑞士曾有接触，但没有成果。

### 布拉格之战
正当弗拉索夫和俄罗斯解放军一筹莫展之时，德國的傀儡政權波希米亞和摩拉维亞保護國首府布拉格爆发反德起義（Prague uprising）。起义者力量不足，而此时无论盟军还是苏军距离布拉格都相差甚远。于是起义者派代表向在捷克境内的俄罗斯解放军求援。弗拉索夫和谢尔盖·布尼亚琴科等认为如果帮助起义者，在将来可以获得政治避难权并获盟国的同情，同时鉴于同为斯拉夫人，于是决定帮助起义。
5月5日俄罗斯解放军正式出兵，很快便基本控制布拉格全城，但斯大林获悉后立即派莫洛托夫向捷克斯洛伐克流亡政府首脑贝奈斯施加压力以迫使其放弃与俄罗斯解放军合作；同时科涅夫受令率乌克兰第1方面军加速前进。艾森豪威尔受到苏联的压力，也命令即将进入布拉格市区的巴顿放弃布拉格，5月8日弗拉索夫等被迫撤出布拉格。

### 末日

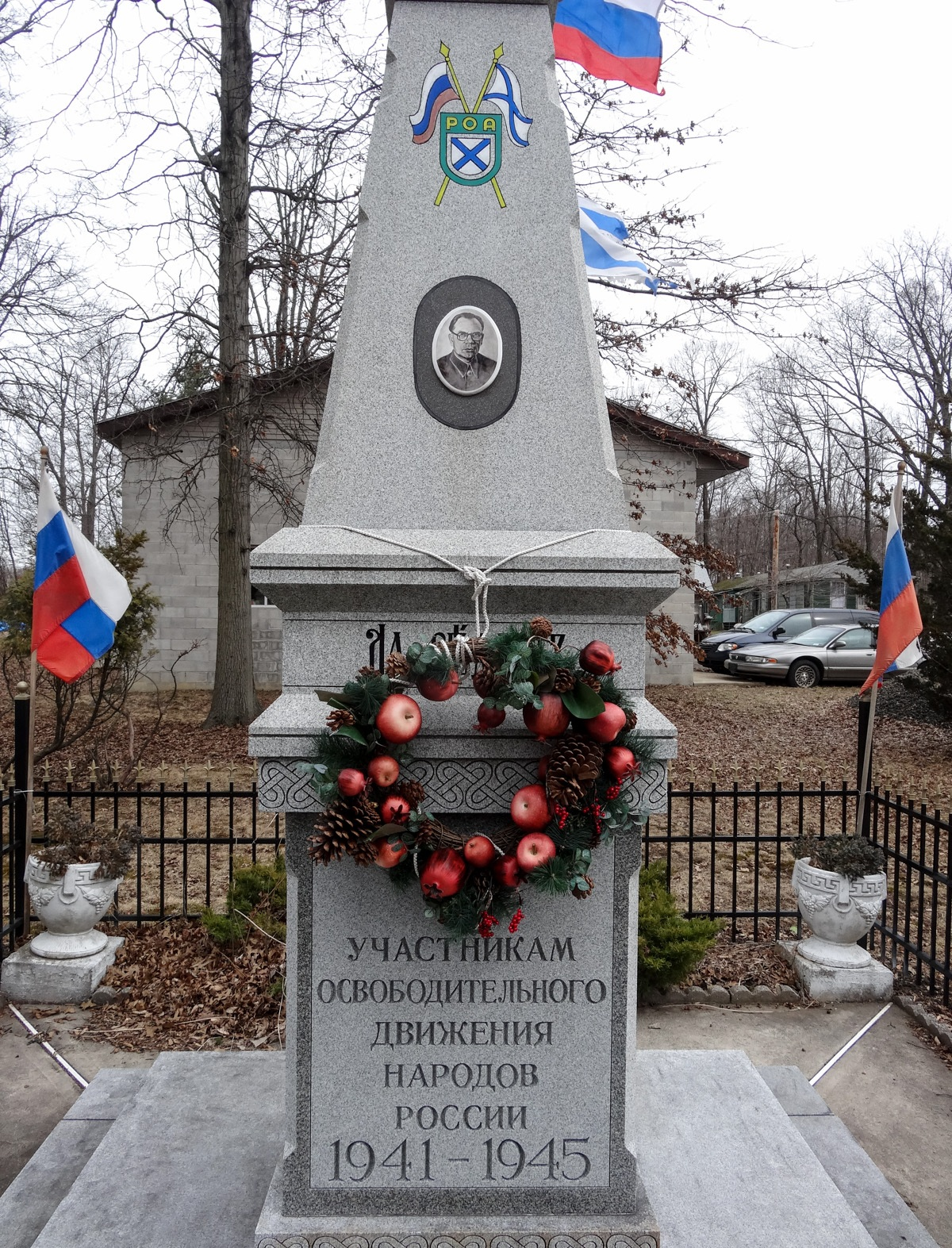
美國紐約的俄羅斯解放軍紀念碑

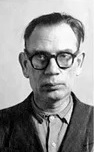
弗拉索夫被苏联方面逮捕后的入狱照

不久弗拉索夫及其部下在东西夹击下被俘，但究竟是哪一方俘获他们（或受降）却仍有争议，不过他终究落回到曾经的“自己人”手里。1946年8月1日他们被苏联判处绞刑。据称弗拉索夫是被最残忍的手段折磨至死的：苏联甚至向全体人民详细描述了他死去的过程及他临死前挣扎了多长时间。他部队裡的军官和士兵也都被用同样的方法处死。
苏联解体後原俄罗斯解放军官兵其名誉陸續恢復，但一直未涉及到弗拉索夫。

## 个人生活
弗拉索夫的第二次婚姻在1941年。妻子芭芙洛芙娜在其被处决后一直奔走于其名誉恢复。弗拉索夫的第一任妻子米哈伊洛芙娜则受尽牵连，被关到集中营。
弗拉索夫另有一私生子。一孙现在俄罗斯海军。

## 相關書籍與影片
Books:
- Wilfried Strik-Strikfeldt: Against Stalin and Hitler. Memoir of the Russian Liberation Movement 1941-5. Macmillan, 1970, ISBN 0-333-11528-7
- Russian version of the above: Вильфрид Штрик-Штрикфельдт: Против Сталина и Гитлера. Изд. Посев, 1975, 2003. ISBN 5-85824-005-4
- Бахвалов Анатолий: Генерал Власов. Предатель или герой? Изд. СПб ВШ МВД России, 1994.
- Sven Steenberg: Wlassow. Verräter oder Patriot? Verlag Wissenschaft und Politik, Köln 1968.
- Russian version of the above: Свен Стеенберг: Генерал Власов. Изд-во Эксмо, 2005. ISBN 5-699-12827-1
- Sergej Frölich: General Wlassow. Russen und Deutsche zwischen Hitler und Stalin.
- Russian version of the above: Сергей Фрёлих Генерал Власов. Русские и Немцы между Гитлером и Сталиным (перевод с немецкого Ю.К. Мейера при участии Д.А. Левицкого), 1990. Printed by Hermitage.
- Александров Кирилл М.: Армия генерала Власова 1944-45. Изд-во Эксмо, 2006. ISBN 5-699-15429-9.
- Чуев Сергей: Власовцы - Пасынки Третьего Рейха.  Изд-во Эксмо, 2006. ISBN 5-699-14989-9.
- И. Хоффманн: История власовской армии. Перевод с немецкого Е. Гессен. 1990 YMCA Press ISBN 2-85065-175-3 ISSN 1140-0854
- Joachim Hoffmann（德语：Joachim Hoffmann）: Die Tragödie der 'Russischen Befreiungsarmee' 1944/45. Wlassow gegen Stalin. Herbig Verlag, 2003 ISBN 3-7766-2330-6.
- Russian version of the above: Гофман Иоахим: Власов против Сталина. Трагедия Русской Освободительной Армии. Пер. с нем. В. Ф. Дизендорфа. Изд-во АСТ, 2006. ISBN 5-17-027146-8.
- О. В. Вишлёв(preface): Генерал Власов в планах гитлеровских спецслужб. Новая и Новейшая История, 4/96, pp. 130–146. [Historical sources with a preface]
- В. В. Малиновский: Кто он, русский коллаборационнист: Патриот или предатель?' Вопросы Истории 11-12/96, pp. 164–166. [letter to the editor]
- Martin Berger: Impossible alternatives. The Ukrainian Quarterly, Summer-Fall 1995, pp. 258–262. [review of Catherine Andrevyev: Vlasov and the Russian liberation movement]
- А. Ф. Катусев, В. Г. Оппоков: Иуды. Власовцы на службе у фашизма. Военно-Исторический Журнал 6/1990, pp. 68–81.
- П. А. Пальчиков: История Генерала Власова. Новая и Новейшая История, 2/1993, pp. 123–144.
- А. В. Тишков: Предатель перед Советским Судом. Советское Государство и Право, 2/1973, pp. 89–98.
- Л. Е. Решин, В. С. Степанов: Судьбы генералские. Военно-Исторический Журнал, 3/1993, pp. 4–15.
- С. В. Ермаченков, А. Н. Почтарев: Последний поход власовской армии. Вопросы Истории, 8/98, pp. 94–104.

Documentaries:
- General for Two Devils 1995
- Europe Central by William T Vollmann